# John Bromwich
John Edward Bromwich (Sydney, 14 november 1918 - Geelong, 21 oktober 1999) was een tennisspeler uit Australië. 
Bromwich won twee maal de Australische kampioenschappen in het enkelspel en dertien grandslamtoernooien in het dubbelspel en vier in het gemengddubbelspel
Met het winnen van de US tenniskampioenschap 1939 nam Bromwich deel aan de de finale van de International Lawn Tennis Challenge 1939, Bromwich en Quist wonnen het dubbelspel en beiden hun enkelspelen op dag drie waarmee de Australische ploeg terug van een 2-0 achterstand in wedstrijden. 
In 1984 werd hij opgenomen in de internationale Tennis Hall of Fame.

## Resultaten grandslamtoernooien
| Legenda | Legenda                          |
| ------- | -------------------------------- |
| g.t.    | geen toernooi gehouden           |
| l.c.    | lagere categorie                 |
| –       | niet deelgenomen                 |
| G       | uitgeschakeld in de groepsfase   |
| 1R      | uitgeschakeld in de eerste ronde |
| 2R      | uitgeschakeld in de tweede ronde |
| 3R      | uitgeschakeld in de derde ronde  |
| 4R      | uitgeschakeld in de vierde ronde |
| KF      | uitgeschakeld in de kwartfinale  |
| HF      | uitgeschakeld in de halve finale |
| F       | de finale verloren               |
| W       | het toernooi gewonnen            |
| w-v     | winst/verlies-balans             |

### Enkelspel
| Toernooi        | 1935 | 1936 | 1937 | 1938 | 1939 | 1940 |   | 1946 | 1947 | 1948 | 1949 | 1950 | 1951 | 1952 | 1953 | 1954 |
| --------------- | ---- | ---- | ---- | ---- | ---- | ---- | - | ---- | ---- | ---- | ---- | ---- | ---- | ---- | ---- | ---- |
| Australian Open | 3R   | KF   | F    | F    | W    | HF   | W | F    | F    | F    | KF   | –    | –    | –    | HF   |      |
| Roland Garros   | –    | –    | –    | –    | –    | –    | – | –    | –    | –    | KF   | –    | –    | –    | –    |      |
| Wimbledon       | –    | –    | 3R   | –    | –    | –    | – | 4R   | F    | HF   | 4R   | –    | –    | –    | –    |      |
| US Open         | –    | –    | –    | HF   | HF   | –    | – | HF   | –    | 3R   | 3R   | –    | –    | –    | –    |      |

### Dubbelspel
| Toernooi        | 1935 | 1936 | 1937 | 1938 | 1939 | 1940 |   | 1946 | 1947 | 1948 | 1949 | 1950 | 1951 | 1952 | 1953 | 1954 |
| --------------- | ---- | ---- | ---- | ---- | ---- | ---- | - | ---- | ---- | ---- | ---- | ---- | ---- | ---- | ---- | ---- |
| Australian Open | 1R   | KF   | F    | W    | W    | W    | W | W    | W    | W    | W    | F    | –    | –    | ?    |      |
| Roland Garros   | –    | –    | –    | –    | –    | –    | – | –    | –    | –    | HF   | –    | –    | –    | –    |      |
| Wimbledon       | –    | –    | KF   | –    | –    | –    | – | HF   | W    | KF   | W    | –    | –    | –    | –    |      |
| US Open         | –    | –    | –    | F    | W    | –    | – | ?    | –    | W    | W    | –    | –    | –    | –    |      |

### Gemengddubbelspel
| Toernooi        | 1935 | 1936 | 1937 | 1938 | 1939 | 1940 |   | 1946 | 1947 | 1948 | 1949 | 1950 | 1951 | 1952 | 1953 | 1954 |
| --------------- | ---- | ---- | ---- | ---- | ---- | ---- | - | ---- | ---- | ---- | ---- | ---- | ---- | ---- | ---- | ---- |
| Australian Open | –    | –    | –    | W    | F    | HF   | F | F    | –    | –    | F    | HF   | –    | –    | F    |      |
| Roland Garros   | –    | –    | –    | –    | –    | –    | – | –    | –    | –    | KF   | –    | –    | –    | –    |      |
| Wimbledon       | –    | –    | –    | –    | –    | –    | – | W    | W    | F    | KF   | –    | –    | –    | –    |      |
| US Open         | –    | –    | –    | ?    | ?    | –    | – | W    | –    | –    | HF   | –    | –    | –    | –    |      |